# Флаг Кюрасао
Флаг Кюраса́о — флаг самоуправляемого государства Кюрасао со значительной автономией (status aparte) в составе Королевства Нидерландов. Флаг был утверждён 2 июля 1984 года как флаг островной территории Нидерландских Антильских островов Королевства Нидерландов.

## Описание
Верхняя синяя полоса на флаге обозначает небо, а аналогичного цвета нижняя — Карибское море. Синий цвет означает также верность островитян родной земле.
Лимонно-жёлтая полоса символизирует сияние тропического солнца над островом, его живописную природу и жизнерадостный характер островитян.
Две белых звезды — символы мира и счастья. Иногда звёзды неофициально считают обозначающими собственно остров Кюрасао и расположенный рядом маленький необитаемый остров Малый Кюрасао.